# Albania otomana
La Albania otomana fue el territorio de la actual Albania durante el período que formó parte del Imperio otomano, desde 1385 hasta 1912. El dominio otomano en Albania comenzó después de la batalla de Savra en 1385 cuando la mayoría de los jefes locales se convirtieron en vasallos otomanos. Los otomanos erigieron sus guarniciones en todo el sur de Albania de 1415 y estableció la jurisdicción formal sobre la mayor parte de Albania de 1431. Los últimos pueblos capturados por los otomanos fueron Shkodër en 1479 y Durrës en 1501. El territorio que hoy pertenece a la República de Albania siguió siendo parte del Imperio otomano hasta la declaración de independencia en 1912, durante las guerras de los Balcanes.

## Dominio otomano

Sanjacado de Albania en 1431.

Los turcos otomanos extendieron su imperio desde Anatolia a los Balcanes en el siglo XIV. Bajo el gobierno del bey Orhan I, cruzaron el Bósforo en 1352, y en 1389, bajo el gobierno de Murad I, aplastaron al ejército serbio en la batalla de Kosovo. Europa obtuvo un breve respiro de la presión otomana en 1402, cuando el caudillo turco-mongol, Tamerlán, atacó Anatolia por el este, derrotando y apresando al gobernante absoluto de los turcos, el sultán Bayezid I (que falleció poco después), y provocó una guerra civil por la sucesión entre los hijos de Bayezid. Cuando se restableció el orden, bajo el sultán Murad II, los otomanos renovaron su avance hacia el oeste. En 1453, las fuerzas del sultán Mehmed II invadieron Constantinopla y mataron al último emperador bizantino, Constantino XI Paleólogo.

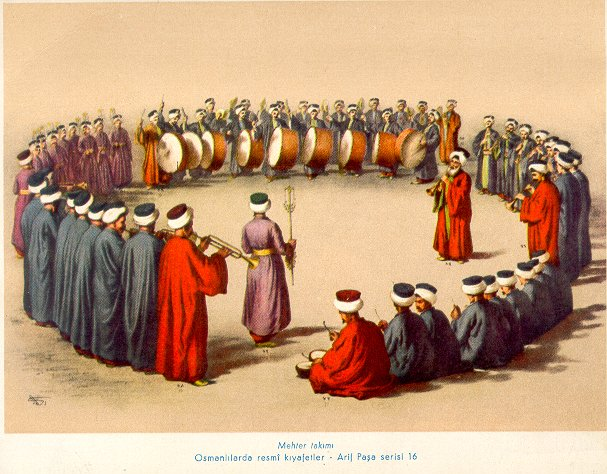
Una reunión de místicos sufíes en Albania.

La división de las tierras pobladas por albaneses en pequeños y combativos feudos gobernados por señores feudales independientes y jefes tribales les hizo presa fácil de los ejércitos otomanos. En 1385, el gobernante albanés de Durrës, Karl Topia, solicitó ayuda al sultán para luchar con sus rivales, la familia de nobles Balšić. Una fuerza otomana rápidamente entró en Albania por la Vía Egnatia y derrotó a Balsha II en la batalla de Savra. Los principales clanes albaneses pronto juraron lealtad al Imperio otomano. Gjirokastra se convirtió en la capital del condado del Sanjacado de Albania en 1419. El sultán Murad II acometió la mayor campaña otomana en los Balcanes en 1423, y los turcos se hicieron con Ioannina en 1431 y Arta, en la costa jónica, en 1449.   Permitieron a los jefes de los clanes albaneses conquistados mantener sus posiciones y propiedades, pero a cambio tenían que pagar tributo, enviar a sus hijos a la corte turca como rehenes y proporcionar el ejército otomano tropas auxiliares.
La resistencia de los albaneses a los turcos a mediados del siglo XV les valió la admiración en Europa. Gjon Kastrioti de Krujë fue uno de los caudillos de los clanes albaneses que se sometieron a la soberanía turca. Gjon se vio obligado a enviar a sus cuatro hijos a la capital otomana para ser adiestrados en el servicio militar. El más joven, Skanderbeg (1403-1468), quien se convertiría en el héroe nacional de los albaneses, atrajo la atención del sultán. Renombrado Iskander cuando se convirtió al islam, el joven participó en las expediciones militares a Asia Menor y Europa. Cuando fue nombrado para administrar un distrito de los Balcanes, Iskander pasó a ser conocido como Skanderbeg. Después de que fuerzas otomanas al mando de Skanderbeg sufrieran la derrota en una batalla cerca de Niš —en la actual Serbia— en 1443, Skanderbeg se apresuró a acudir a Krujë y mediante una artimaña logró que el bajá turco de la fortaleza albanesa se la entregase. Skanderbeg luego abrazó el catolicismo y declaró la guerra santa contra los turcos.
El 1 de marzo de 1444, caciques albaneses se reunieron en la catedral de Lezhë con el príncipe de Montenegro y los delegados de Venecia y proclamaron a Skanderbeg jefe de la resistencia albanesa. Toda Albania, incluyendo la mayor parte de Epiro, aceptó su liderazgo contra los turcos otomanos, pero los caudillos locales mantuvieron el control de sus propios distritos. Bajo una bandera roja con el emblema heráldico de Skanderbeg, una fuerza albanesa de unos diez o quince mil  hombres mantuvo a raya a los ejércitos otomanos que trataron de aduñarse de sus tierras durante veinticuatro años. Tres veces los albaneses desbarataron los asedios a Krujë. En 1450, derrotaron al propio sultán Murad II. Más tarde rechazaron los ataques dirigidos por el sultán Mehmed II en 1466 y 1467. En 1461, Skanderbeg socorrió a su soberano, el rey Alfonso I de Nápoles, contra los reyes de Sicilia. El gobierno bajo Skanderbeg era inestable, sin embargo,  y a veces los jefezuelos albaneses se coligaron con los turcos otomanos contra él.
Con un discreto apoyo político y material del Reino de Nápoles y de la Santa Sede, la resistencia al Imperio otomano continuó durante treinta y cinco años. Krujë cayó ante los turcos otomanos en 1478, diez años después de la muerte de Skanderbeg; Shkodër sucumbió en 1479 después de un asedio fallido en 1474 y un asedio más estrecho en 1478, que terminó con Venecia cediendo Shkodra a los otomanos. Los venecianos entonces evacuaron Durrës en 1501. Las conquistas provocaron un gran éxodo albanés a Venecia e Italia, sobre todo al Reino de Nápoles, así como a Sicilia, Rumania y Egipto. La mayoría de los refugiados albaneses pertenecían a la Iglesia ortodoxa. Los albaneses de Italia influyeron significativamente en el movimiento nacional de Albania de los siglos futuros, y los sacerdotes franciscanos de Albania, que en su mayoría eran descendientes de los emigrados a Italia, desempeñaron un papel importante en la preservación de la religión católica en las regiones del norte de Albania.
El recuerdo de la resistencia de mediados del siglo XV bajo Skanderbeg sigue siendo importante para los albaneses y la bandera de su familia —que lleva un águila negra bicéfala en un campo de gules— fue la escogida por el movimiento nacional albanés siglos después de la conquista otomana. Después de la muerte de Skanderbeg y la caída de Krujë, el Imperio otomano se apoderó de los vastos territorios étnicos albaneses y sucedieron muchos cambios. Entre las mayores transformaciones destaca que la población albanesa, poco a poco, comenzó a convertirse al islam merced a las enseñanzas bektashíes, con el fin de obtener ventajas considerables en las redes comerciales otomanas, la burocracia y el ejército. Muchos albaneses fueron reclutados como jenízaros otomanos y la devşirme y cuarenta y dos grandes visires del Imperio otomano eran de origen albanés.
Los albaneses más destacados durante el dominio otomano fueron: Ballaban Badera, Koca Davud Pasha, Hamza Kastrioti, Iljaz Hoxha, Nezim Frakulla, Mehmed Köprülü, Ali Bajá de Tepelenë, Edhem Bajá, Omer Vrioni, Haxhi Shehreti, Ali Bajá de Gucia, Ibrahim Bajá de Berat, Köprülü Fazıl Ahmed, Mehmet Alí, Kara Mahmud Bushati, Kara Murad Bajá, Ahmet Kurt Bajá, Mustafa Bushati, Ibrahim Bushati o Sedefkar Mehmed Agha. Los albaneses también representaron un papel crucial durante la guerra otomano-veneciana (1499-1503), las guerras otomano-húngaras y las guerras Habsburgo-otomanas, disputadas antes de que la región obtuviese la independencia.